# Étienne Nicolas Louis Ternaux
Pour les articles homonymes, voir Ternaux.
Étienne Louis Ternaux dit Ternaux-Rousseau, né le 11 avril 1765 à Sedan et mort le 25 août 1830 au château Ternaux à Auteuil, est un manufacturier en draps et important banquier français. 
Il est le créateur, avec son frère, l’influent et richissime baron Guillaume Louis Ternaux, des premiers cachemires français,  grâce à l’importation de moutons et chèvres mérinos et à l’usage de techniques de fabrication spécifiques. Ces cachemires donneront les fameux « châles de Ternaux », célèbres à l’époque dans le monde entier. 

## Biographie
En 1781, Étienne Louis Ternaux reprend, à 16 ans, associé à son frère Guillaume Louis, de deux ans son aîné, et à la demande de leur père, la manufacture Ternaux implantée alors à Sedan. 
Autant son frère se révèle un stratège et un innovateur commercial, autant Étienne Nicolas Louis incarne le talent technique de la famille Ternaux. Les deux frères vont créer une dynamique commerciale et industrielle remarquable pour transformer leur établissement sedanais et essaimer en France et à l’étranger. Étienne Louis apporte de nombreuses innovations sur le tissage des laines et la fabrication textile, dont un procédé pour imiter les cachemires indiens. Il permet ainsi la création des fameux cachemires Ternaux que son frère Guillaume, avec un sens inné des affaires, fait connaître dans toute l’Europe.
Outre la fabrication des cachemires, on lui doit l’introduction en France des chèvres du Tibet, et l’établissement des silos pour la conservation des grains. 
Marié, en 1802, à Paris, avec Charlotte-Blanche Rousseau, fille de Charles-Gabriel-Jean Rousseau de Thelonne et de Woldemar Victoire Michel de Grilleau, dont il aura Charles Henri Ternaux, dit « Ternaux-Compans », écrivain bibliophile, et Louis Mortimer Ternaux, banquier, homme politique et historien de la Révolution française. Il sera désormais désigné sous le nom de « Ternaux-Rousseau », pour le distinguer de son frère aîné.  
À la même époque, il se lance, avec son frère, dans la mécanisation de l’industrie textile, à l’image de ce qui se faisait déjà en Angleterre. Ils engendrent, par ce fait, quelques réactions de réticence de leur personnel, en particulier sur le site historique de Sedan où a existé longtemps une tradition corporatiste. Le 7 août 1803, lorsque le Premier consul Bonaparte termine une visite de la manufacture Ternaux, accompagné de son aide de camp Savary, Sedanais lui-aussi, de son épouse, et du maire de la ville, des  cris « À bas les mécaniques » sont émis  à leur intention. Les frères Ternaux sont bien gênés de ces mouvements d’humeur peu agréables. Mais leur hôte, Bonaparte, les rassure et se met à argumenter auprès de leur personnel sur la nécessité de cette évolution pour se battre contre l’industrie textile anglaise. Les frères Ternaux, sous l’impulsion de Guillaume, immédiatement intéressé par ce discours qui rejoint son intérêt, feront désormais marquer sur leurs produits « Il est français ».
Étienne Louis Ternaux entreprend de nombreux voyages pour son activité professionnelle, en France et à l’étranger, à l’affut des meilleures laines, des techniques de transformations de la laine, et des possibilités d’implantation de bureaux ou d’ateliers. Il  fonde avec son frère jusqu’à 22 établissements industriels ou de commerce, dans de nombreuses villes, à Paris, bien sûr, 3 place des Victoires, Écouen, Auteuil:24, Louviers, etc. 

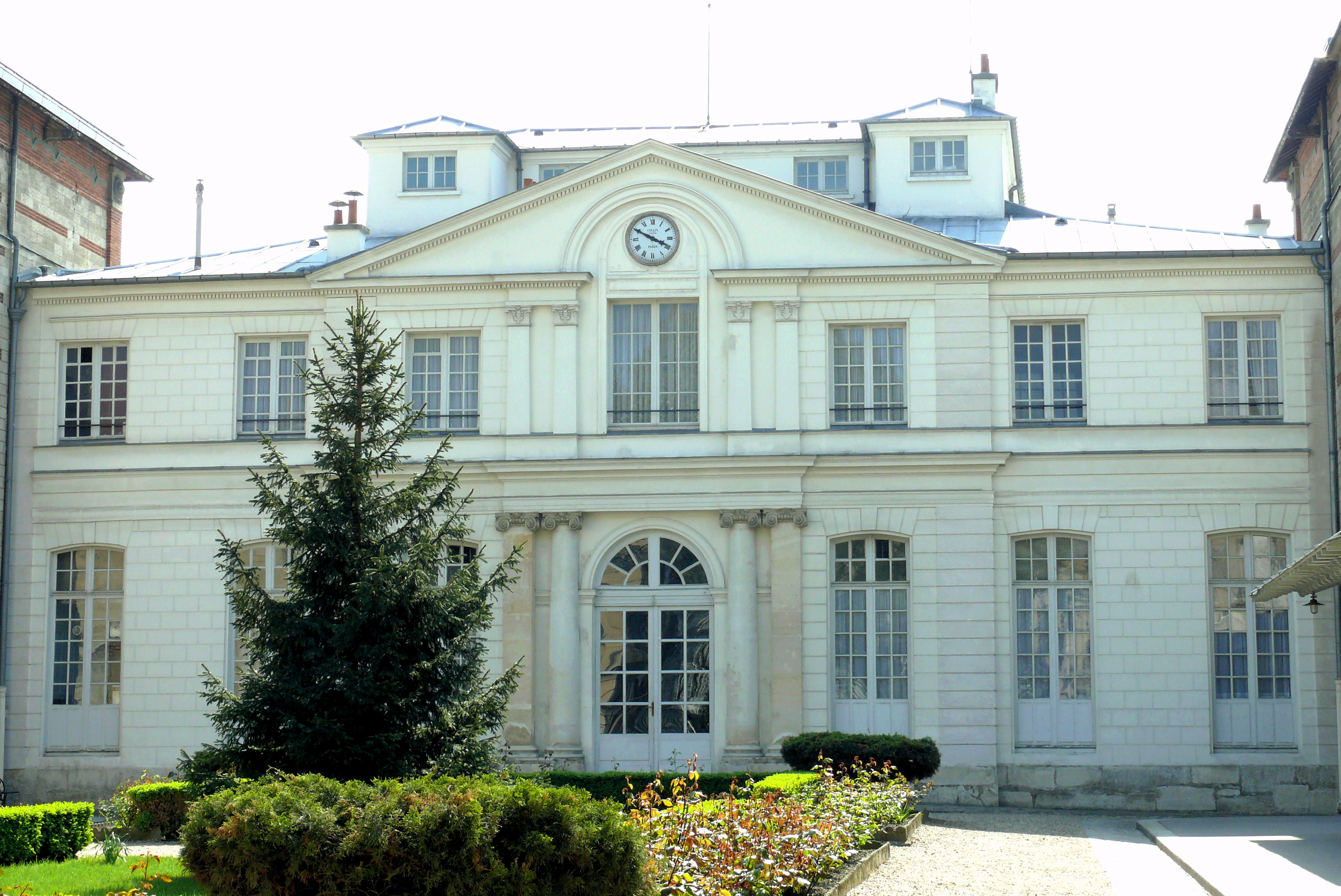
Le château Ternaux.

À la différence de son frère, Étienne Louis s’investit peu dans la politique. En Île-de-France, il devient membre du Conseil d’Escompte de la Banque de France. Il achète à Auteuil un hôtel particulier qui devient dès lors le château Ternaux,,. Outre cette demeure et un établissement de commerce, il implante à Auteuil un lavoir de laines, pour laver les laines provenant des troupeaux mérinos et métis de l’Île-de-France, inspiré d’une installation observée à Alfaro en Espagne.
Il acquiert également, en 1820 l’hôtel d’Uzes, à Montmartre, construit par Claude-Nicolas Ledoux, mais est contraint de le revendre en 1824 à Benjamin Delessert, banquier et l’un des premiers présidents de la Caisse d’épargne.
Longtemps prospères, les établissements textiles et commerciaux créés avec son frère sont ruinés en 1823 par une loi imposant les matières premières venant de l’étranger, et par la crise commerciale de 1830.
Son épouse Charlotte-Blanche Rousseau l’avait précédé au tombeau dès 1817, au même château Ternaux à Auteuil. Il y meurt à son tour en 1830.